# Мирон Мержанов
Мирон Иванович Мержанов (на арменски език - Մերուժանյանց Միհրան Հովհաննեսի,на руски език - Миро́н Ива́нович Мержа́нов) е съветски архитект от арменски произход.
В периода 1934 – 1941 г. е личен архитект на Йосиф Сталин, като става автор на проектите на вилите (дачи) на Сталин, както и на други висши ръководители на СССР в гр. Кунцево, курорта Мацест (край гр. Сочи) и на резиденция Бочаров ручей, която се използва и до ден днешен от президента на Русия.
В периода 1943 – 1954 г. е репресиран, в резултат изпада в немилост и е изпратен да работи в архитектурна „шарашка“ от Сочи до Комсомолск на Амур. Автор е на проектите на някои от най-високите съветски награди - медалите „Златна звезда на Героя на Съветския съюз" и Герой на социалистическия труд (1938 – 1939).